# Vale de Gouvinhas
Het dorp Vale de Gouvinhas is gelegen in een vallei op de rechteroever van de rivier Tuela in de gemeente Mirandela, dat op 20 kilometer ligt. Het grenst aan de dorpen Abambres (5 km), Vale de Telhas (2 km), Bouça en Cabanelas (3 km). Het telt 380 inwoners (2001).

## Naamgeving
Het toponiem Vale de Gouvinhas lijkt een antroponym, dat wil zeggen, het lijkt te komen uit de naam van een persoon. Historici menen dat deze persoon van Germaanse oorsprong is ("Ganda"), maar ze kunnen de naam niet specifiek identificeren. In de tweede eeuw verschijnt de naam "Gaudin" (Latijn). In 1150, verschijnt in de curie van Dom Afonso Henriques de naam "Goubina" (Goubinas?). Beide namen kunnen worden gerelateerd aan het toponiem Gouvinhas, alsmede een derde hypothese, door fonetische evolutie, in het samenvoegende patroniem "Gaudilaci" van Gaudila en Gouvia. Wat duidelijk is dat de naam Gouvinhas oud is.

## Geschiedenis
Deze locatie, rekening houdend met de archeologie van de Torre de Dona Chama, het fort en de vestingwerken, wijzen op een nederzetting in de pre- en proto-historie. Het huidige dorp dateert uit de twaalfde eeuw. Vanuit het kerkelijke oogpunt is Vale de Gouvinhas en de buurdorpen een geheel sinds de vijftiende eeuw. Het is ontstaan door de abdij São Mamede in Guide door de oprichting van een kerk en een parochie, benoemd door curie. Vanuit het vorstelijk oogpunt was een notabel uit Torre de Dona Chama de heerser. Administratief gezien werden deze dorpen het "Terra de Ledra" en trad er, voor de duur van heersing door Torre de Dona Chama, een verdeling van het land in "beoordelingen" (twaalfde of dertiende eeuw). Het bleef een onderdeel van de provincie Torre de Dona Chama tot 24 oktober 1855, de datum waarop deze werd opgeheven. Momenteel maakt het deel uit van de gemeente Mirandela.
Dit artikel of een eerdere versie ervan is een (gedeeltelijke) vertaling van het artikel Vale de Gouvinhas op de Portugeestalige Wikipedia, dat onder de licentie Creative Commons Naamsvermelding/Gelijk delen valt. Zie de bewerkingsgeschiedenis aldaar.